# Perugia
Perugia este un oraș din regiunea Umbria (Italia centrală), în apropiere de fluviul Tibru. Oraș de artă, Perugia găzduiește o universitate fondată în 1308, precum și cea mai mare universitate pentru străini din Italia. Perugia a dat numele faimosului pictor Pietro Perugino, care a locuit și lucrat aici. Un alt pictor renumit, Pinturicchio, a trăit de asemenea în Perugia.

## Istorie
Perugia a apărut pentru prima dată în istorie (sub numele de Perusian) ca unul dintre cele douăsprezece orașe confederate ale Etruriei. Este pentru prima dată menționată în contextul războiului din 310 sau 309 î.Hr. dintre etrusci și romani.

## Demografie
Perugia - evoluția demografică

|  | Graficele sunt indisponibile din cauza unor probleme tehnice. Mai multe informații se găsesc la Phabricator și la wiki-ul MediaWiki. |

Date: Recensăminte sau birourile de statistică - grafică realizată de Wikipedia

## Personalități născute aici
- Simone Bocchino (cunoscut ca DJ Satomi, n. 1978), producător de muzică electronică.